# Trisomie 21
Trisomie 21 — французский coldwave-проект братьев Филиппа и Эрве Ломпре из Лилля. В 1980—1990-е годы они выпускались на лейбле PIAS Records. Название означает одну из форм патологии человеческого генома — трисомию по 21 паре хромосом, что приводит к развитию синдрома Дауна.
Наиболее известные песни: «The Last Song», «La Fête Triste», и «Il Se Noie». Самые успешные альбомы Chapter IV, Works, Millions Lights, и The First Songs Vol 1 & 2.
В 2005 году после семилетнего забвения Trisomie 21 выпустили альбом «Happy Mystery Child».
А в сентябре 2007 года подписались на бельгийский лейбл Alfa Matrix (родной для Front 242, Leæther Strip, Anne Clark, Mentallo & The Fixer и др.).
Trisomie 21 сейчас[когда?] заняты записью нового альбома. Однако сначала Alfa Matrix выпустит специальный альбом «25-я годовщина» «25 anniversary» 2CD (также доступная в специальном боксе с футболкой), который не будет содержать только «Rendez-vous en France» CD, лучших песен live с последнего тура.

## Дискография

### Альбомы
- The First Songs Vol. 1 : Le Repos Des Enfants Heureux (1983)
- The First Songs Vol. 2 : Passions Divisées (1984)
- Wait And Dance (1985)
- La Fête Triste (1985)
- Joh' Burg (1986)
- Shift Away (1987)
- Chapter IV (1987)
- Chapter IV Remixed — Le Je-Ne-Sais-Quoi Et Le Presque Rien (1987)
- Chapter IV & Wait And Dance Remixed (1987)
- Million Lights (1987)
- The Official Bootleg (LP) (1987)
- Work In Progress (1989)
- Works (1989)
- Final Work (1990)
- T21 Plays The Pictures (1990)
- Raw Material (1990)
- Side By Side (1991)
- Distant Voices (1992)
- The Songs Of T21 Vol 1 (1994)
- The Songs Of T21 Vol.2 (1995)
- Gohohako (1997)
- Happy Mystery Child (2004)
- The Official Bootleg (CD) — Sold only during «Happy Mystery Tour» (2004)
- Happy Mystery Child/The Man Is A Mix — Limited Edition (2004)
- The Woman Is A Mix (2006)
- Happy Mystery Club (2006)
- Black Label (2009)